# Octobre 1880

## Événements
- 3 octobre : fondation de Brazzaville, capitale du Congo (futur Congo-Brazzaville), par Pierre Savorgnan de Brazza (1852-1905).

- 20 octobre : Abraham Kuyper fonde la nouvelle Université libre d'Amsterdam.

- 30 octobre : Tegucigalpa devient capitale du Honduras.

## Naissances
- 12 octobre :
  - Healey Willan, organiste
  - Louis Hémon, romancier.
- 18 octobre : Vladimir Jabotinsky, homme politique sioniste.
- 26 octobre : Julien Léon Bourdon (1880-1946), peintre français.
- 27 octobre : Vere Ponsonby, 9th Earl of Bessborough, Gouverneur général.

## Décès
- 5 octobre :
  - William Lassell, astronome britannique.
  - Jacques Offenbach, compositeur français.
- 26 octobre : Searles Valentine Wood, paléontologue britannique.